# Albatros D
Albatros D var ett tyskt jaktflygplan verksamt under första världskriget. 
Grundmodellen till Albatros D konstruerades av Robert Thelen som ett racerflygplan före första världskriget. På grund av krigets utbrott kom ingen produktion igång av flygplanet. När tyska krigsmakten kontaktade Albatros Flugzeugwerke 1916 om ett nytt jaktflygplan plockade Thelen fram ritningarna till sitt strömlinjeformade racerflygplan och vidareutvecklade modellen till ett jaktflygplan kallad D.I. 
Flygplanet var dubbeldäckat, där den nedre vingen var i nivå med flygkroppens undersida, medan den övre vingen bars upp av fyra snedmonterade metallstöttor från kroppen. På vingens mitt var en V-formad stötta placerad mellan övre och undre vingen. Det skulle senare visa sig att V-formen, som bara gav en fästpunkt i den nedre vingen, medförde att vingen kunde vrida sig under belastad flygning. Flygkroppen var uppbyggd av plywoodfaner, med ett centralt placerat hjullandställ under vingarna. Stället avlastades med fyra stag mot flygkroppens undersida. Under fenan var en fjädrande sporre monterad som avlastning mot marken. Propellerspinnern var kupolformad för att följa flygplanets formlinje. Efter D.V varianten fortsatte fabriken med att utveckla flygplanet, men ingen variant fick samma succé som D.II och D.III. Som mest i maj 1918 var nästan alla 80 Jastas utrustade med någon modell av Albatros D. Totalt tillverkades Albatros D-modellerna i över 2 200 exemplar. Idag återstår bara två genuina exemplar båda är av D.Va och finns i Washington, D.C USA och i Canberra Australien. Röde Baronens D.Va sparades efter kriget vid Deutsche Luftfahrtsammlung i Berlin, men förstördes troligen under andra världskriget. Flygplanet är spårlöst borta. Enligt rykten finns det bevarat på en okänd skyddad plats.

## Varianter

### D.I
Flygplanet beställdes i 50 exemplar och prototypen flög första gången i augusti 1916. Flygplanet bedömdes vara så bra att tillverkningen fick högsta prioritet och redan i september var de första serietillverkade flygplanen klara för leverans. Flygplanet levererades antingen med en vattenkyld Merceders på 160 hk eller en Benz på 150 hk.

### D.II
Redan medan de första 50 flygplanen levererades, gjordes det omkonstruktion och förbättringar på flygplanet. I januari 1917 fanns 210 stycken D.II i tjänst vid frontlinjen. Flygplanet var nu försett med två LMG 08/15 kulsprutor samt en sänkt övervinge för att medge bättre synfält för piloten. För att ge flygplanet bättre svängegenskaper införde man vinkelräta vingspetsar. 

### D.III
För att svara upp mot Nieuports nya jaktflygplan ändrades vingkonstruktionen på D.III. Från att tidigare haft lika stora vingar, minskades den undre vingens area med hälften mot övervingen, samtidigt ändrades vingarnas korda (profil). Manfred von Richthofen vann den första luftstriden i en D.III 23 januari 1917. Redan nästa dag sköt han ner ytterligare en fiende. På grund av vingarnas V-formade stöttor knäcktes den undre vingbalken när vingen vred sig. von Richthofen tvingades nödlanda. På grund av händelsen och tidigare vingkollapser infördes begränsningar för flygplanet. På Albatros Flugzeugwerke konstruerade man om vingarna och försåg dem med förstärkningar. Samtidigt flyttade man bort motorns kylare som var placerad mitt i övervingen, eftersom en fiendeträff i kylaren medförde att piloten skållades med kokhett vatten. I februari 1917 fick von Richthofen befälet över Jasta 11 som var utrustade med D.III. Redan första dagen lät han måla sitt flygplan klarrött. Efter påpekande från de andra flygarna om faran att utmärka sig för fienden, målades samtliga D.III på Jasta 11 klarröda.

### D.IV
I mitten på 1917 började man att experimentera att använda D.II:s flygkropp som försågs med en växlad Mercedersmotor. Man provade med två- tre- och fyrbladiga propellrar, men vibrationsproblemen var så stora att utvecklingen stoppades på prototypstadiet.

### D.V
Vid tillverkningen av D.V försökte man skala bort all överflödig vikt för att ge ett snabbare flygplan. Man använde sig av D.IV flygkropp och de förstärkta vingarna från D.III. Man sänkte ner övervingen ytterligare för att sikten skulle förbättras. Även stabilisatorn hämtades från D.III, men man konstruerade en ny större fena. Som kraftkälla valdes en Mercedes på 180 hk. Eftersom motorns cylindrar var höga försämrades sikten framåt något. Trots det kom D.V att bli den modell som producerades i flest exemplar.   
von Richthofen vann 48 luftstrider med Albatrosflygplan, 17 stycken med D.II, 23 stycken med D.III, 6 stycken med D.V och 2 stycken med D.Va.